# Dzungariotherium
Dzungariotherium — рід індрикотерій, вимерлої групи великих безрогих носорогів, які жили в середньому та пізньому олігоцені північно-західного Китаю. Типовий вид D. orgosense був описаний у 1973 році на основі скам'янілостей — переважно зубів — із Джунгарії в Сіньцзяні, північно-західний Китай.

## Опис
Зуби D. orgosense (від якого в основному відомий цей вид) на 25 відсотків більші, ніж у Paraceratherium transouralicum, що вказує на те, що це був один із найбільших відомих індрикотерей, але зуби та череп були пропорційно великими порівняно з тілом, що робило його меншим загалом. Довжина черепа 126–143 см. Маса зразка D. sp оцінювалася в ~ 20.6 тонн.